# Телевинов, Анатолий Романович
Анатолий Романович Телевинов (1924—1988) — красноармеец Рабоче-крестьянской Красной Армии, участник Великой Отечественной войны, Герой Советского Союза (1943).

## Биография
Анатолий Телевинов родился 22 июля 1924 года в селе Дарьино (ныне — Суджанский район Курской области). Окончил три курса сельхозтехникума. В 1943 году Телевинов был призван на службу в Рабоче-крестьянскую Красную Армию. С марта того же года — на фронтах Великой Отечественной войны.
К сентябрю 1943 года красноармеец Анатолий Телевинов был разведчиком 835-го стрелкового полка 237-й стрелковой дивизии 40-й армии Воронежского фронта. Отличился во время битвы за Днепр. В ночь с 23 на 24 сентября 1943 года Телевинов одним из первых переправился через Днепр в районе села Гребени Кагарлыкского района Киевской области Украинской ССР и принял активное участие в боях за захват и удержание плацдарма на его западном берегу, захватив немецкий опорный пункт и отразив немецкую контратаку, а затем протянув телефонный кабель через реку.
Указом Президиума Верховного Совета СССР от 23 октября 1943 года красноармеец Анатолий Телевинов был удостоен высокого звания Героя Советского Союза с вручением ордена Ленина и медали «Золотая Звезда».
После окончания войны Телевинов был демобилизован. Проживал и работал в селе Сотниково Фатежского района Курской области. Умер в 1988 году.
Был также награждён орденами Октябрьской Революции, Отечественной войны 1-й степени и «Знак Почёта», рядом медалей.